# Médaille d'or de l'EURO

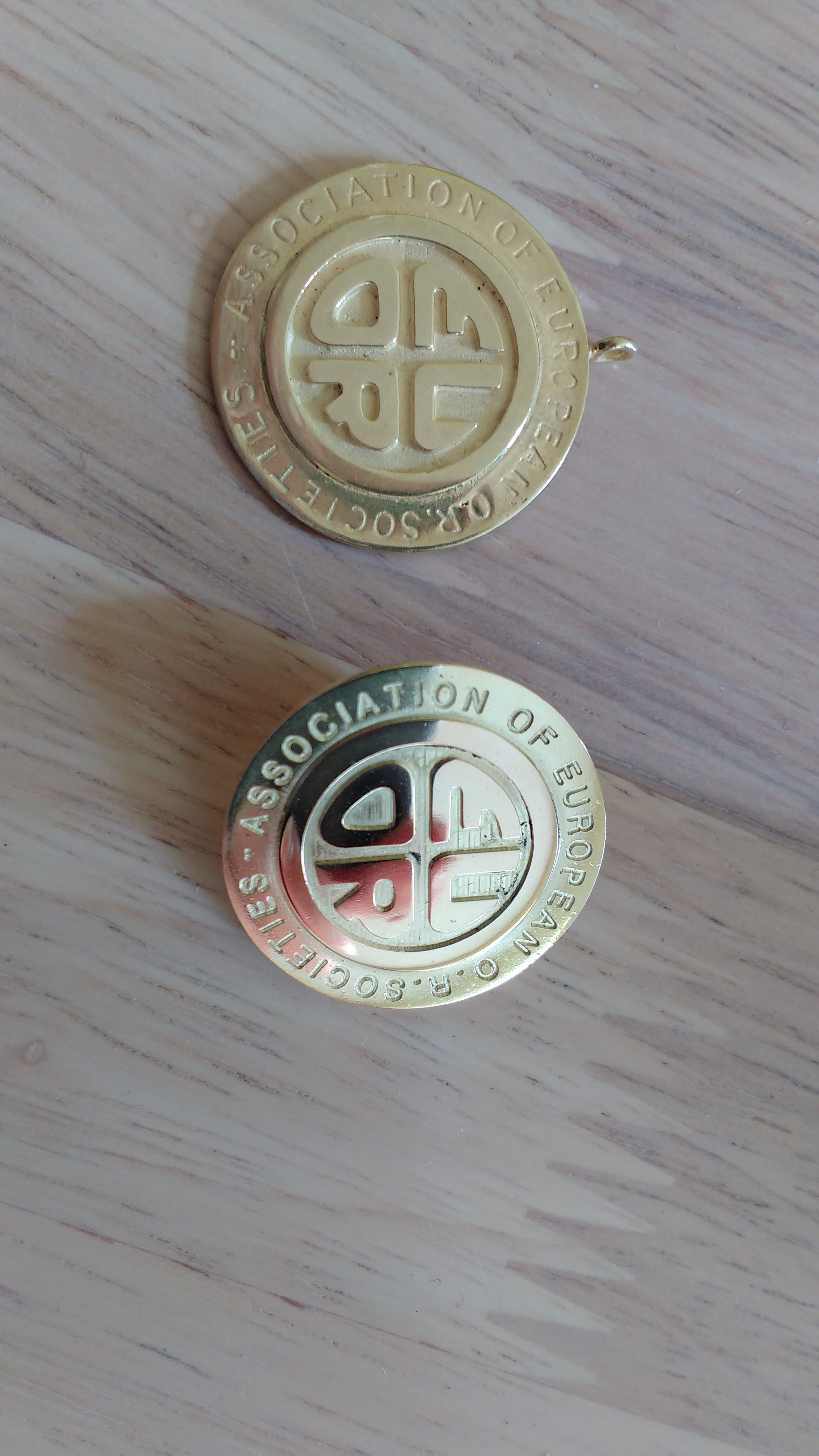
Médaille d'or de l'EURO de l'Association of European Operational Research Societies

La médaille d'or de l'EURO (en anglais EURO Gold Medal) de l'Association of European Operational Research Societies (en) (EURO) est le prix scientifique européen le plus important en recherche opérationnelle.
Le prix est décerné lors d'une conférence EURO (généralement deux fois tous les trois ans), à un individu (ou parfois un groupe) pour une contribution exceptionnelle au domaine de la recherche opérationnelle. Le prix est censé refléter des contributions qui ont résisté à l'épreuve du temps et, par conséquent, il est décerné pour un ensemble d'œuvres plutôt que pour une seule publication.
Le prix consiste en une médaille d'or, un diplôme et une citation. Le prix est décerné depuis 1985.

## Liste des lauréats
- 2024 M. Grazia Speranza[2]
- 2022 Gilbert Laporte (en)[3]
- 2021 Ailsa Land (posthume)[4]
- 2019 Martine Labbé (en)[5]
- 2018 Silvano Martello
- 2016 Yurii Nesterov et Maurice Queyranne
- 2015 Alexander Schrijver[6]
- 2013 Panos M. Pardalos (en)
- 2012 Boris Polyak
- 2011 Rolf Möhring
- 2009 Jacques F. Benders et Frank Kelly
- 2007 Aharon Ben-Tal
- 2006 Luk Van Wassenhove (en)
- 2004 Martin Grötschel
- 2003 András Prékopa (en)
- 2001 Egon Balas
- 1998 Paolo Toth (en)
- 1997 Rainer Burkard (en) et Jan Karel Lenstra
- 1995 Dominique de Werra
- 1994 Jean-Pierre Brans et Laurence Wolsey
- 1992 Bernard Roy
- 1991 Jacek Błażewicz (en), Roman Słowiński (en) et Jan Węglarz (en)
- 1989 Claude Berge
- 1988 Martin Beale (en) (posthume)
- 1986 Pierre Hansen et Alexander Rinnooy Kan
- 1985 Hans-Jürgen Zimmermann (de)

## Articles liés
- Prix Frederick W. Lanchester
- Prix de théorie John-von-Neumann
- List of science and technology awards (en)